# Axel Werner Kühl
Axel Werner Kühl (* 2. Mai 1893 in Altona; † 6. Juni 1944 in Verden) war ein evangelisch-lutherischer deutscher Pfarrer und im Kirchenkampf einer der Köpfe der Bekennenden Kirche in Lübeck. Er war Widerständler gegen die Gleichschaltung der Deutschen Evangelischen Kirche durch die Nationalsozialisten.

## Leben

### Jugend, Studium und Ausbildung
Axel Werner Kühl war Sohn des Sanitätsrates Axel Waldemar Kühl in Altona und besuchte dort das humanistische Christianeum bis zum Abitur. In der Zeit von 1911 bis 1914 studierte er evangelische Theologie an den Universitäten Halle, Göttingen und Kiel. In Göttingen wurde er Mitglied des Corps Hannovera. Nach der zeitlichen Zäsur des Kriegsdienstes im Ersten Weltkrieg wurde er 1920 ordiniert und war zunächst als Hilfsgeistlicher in Neumünster und in Westerland auf Sylt tätig.

### Pastor in Lübeck
1922 wurde er Pastor in der Evangelisch-Lutherischen Kirche in Lübeck und übernahm zunächst eine Pfarrstelle an der Kirche Nusse in der Exklave Nusse südlich von Lübeck im Lauenburgischen, bevor er 1928 Hauptpastor an der Altstadtkirche St. Jakobi in Lübeck wurde. Als Pastor an der Jakobikirche gewann er für die Gemeinde den Studienrat und Kirchenmusiker Bruno Grusnick 1930 als Kantor. Beide gemeinsam lernten kurz darauf den Komponisten und Kirchenmusiker Hugo Distler kennen, der 1931 auf Vermittlung von Günther Ramin die Organistenstelle der Kirche antrat. Die Jakobikirche wurde damit zu einem wichtigen Zentrum der Erneuerungsbewegung der evangelischen Kirchenmusik in der ausgehenden Weimarer Republik. Kühl und Distler blieben auch nach dessen Fortgang 1937 aus Lübeck bis zu Distlers Freitod 1942 in ständigem Briefkontakt. Als Mitglied der Berneuchener Bewegung und ihrer Michaelsbruderschaft setzte sich Kühl auch für die gottesdienstliche Erneuerung ein und führte in St. Jakobi erstmals in einer lutherischen Kirche in Lübeck die Feier der Osternacht ein.

### Eintritt in die Bekennende Kirche nach der Machtergreifung
Die Führung der Lübecker Landeskirche wurde von dem nationalsozialistischen Senator Hans Böhmcker ab dem 1. Juni 1933 als Senatskommissar für die Angelegenheiten der Evangelisch-Lutherischen Kirche übernommen, der die Evangelisch-Lutherische Kirche in Lübeck einem von ihm gesteuerten Kirchenausschuss unterstellen ließ. Mit der Einsetzung des Bischofs Erwin Balzer erfolgte die Gleichschaltung. Balzer verdankte die Einsetzung seinem Parteibuch und gehörte den Deutschen Christen an, die bereits bei den Kirchenwahlen im Juli 1933 in Lübeck eine überwältigende Mehrheit erreicht hatten.
Pastor Kühl war vor 1933 Mitglied im Bund für deutsche Kirche und im Jungdeutschen Orden, trat allerdings schon 1934 dem Pfarrernotbund bei, aus dem die Bekennende Kirche hervorgehen sollte, und war bald der Sprecher im Bruderrat sowie bis 1939/40 im Rat Lübeck und auch als Vertreter der Lübecker Landeskirche im Lutherrat. Gemeinsam mit dem Pastor der Aegidienkirche Wilhelm Jannasch, den er allerdings nicht in allem unterstützte, gehörte er zu den exponierteren Gegnern der Deutschen Christen in der Lübecker Landeskirche. 1936 eskalierte die Auseinandersetzung, und Kühl wurde gemeinsam mit acht weiteren Pastoren der Bekennenden Kirche durch Bischof Balzer aus dem Kirchendienst entlassen.

### Repressalien und Berufsverbot
Im Januar 1937 wurde er darüber hinaus durch die Gestapo aus dem Gebiet des damals noch selbstständigen Stadtstaates ausgewiesen, die weiteren Pastoren der Bekennenden Kirche in Lübeck wurden unter Hausarrest gestellt. Diese Maßnahmen der nationalsozialistischen Deutschen Christen erregten deutschlandweit das Interesse der Öffentlichkeit und führten bei der Bevölkerung der Hansestadt zu tumultartigen Demonstrationen. Als der Vorsitzende des Reichskirchenausschusses (RKA) der Deutschen Evangelischen Kirche Wilhelm Zoellner infolge des Streits im Februar 1937 zwischen der DC-Kirchenleitung und den BK-Pfarrern in Lübeck vermittelnd tätig werden wollte, wurde ihm auf Betreiben des Reichskirchenministeriums unter Hanns Kerrl die Anreise staatspolizeilich verboten. Am 12. Februar 1937 trat Zoellner daraufhin zurück.

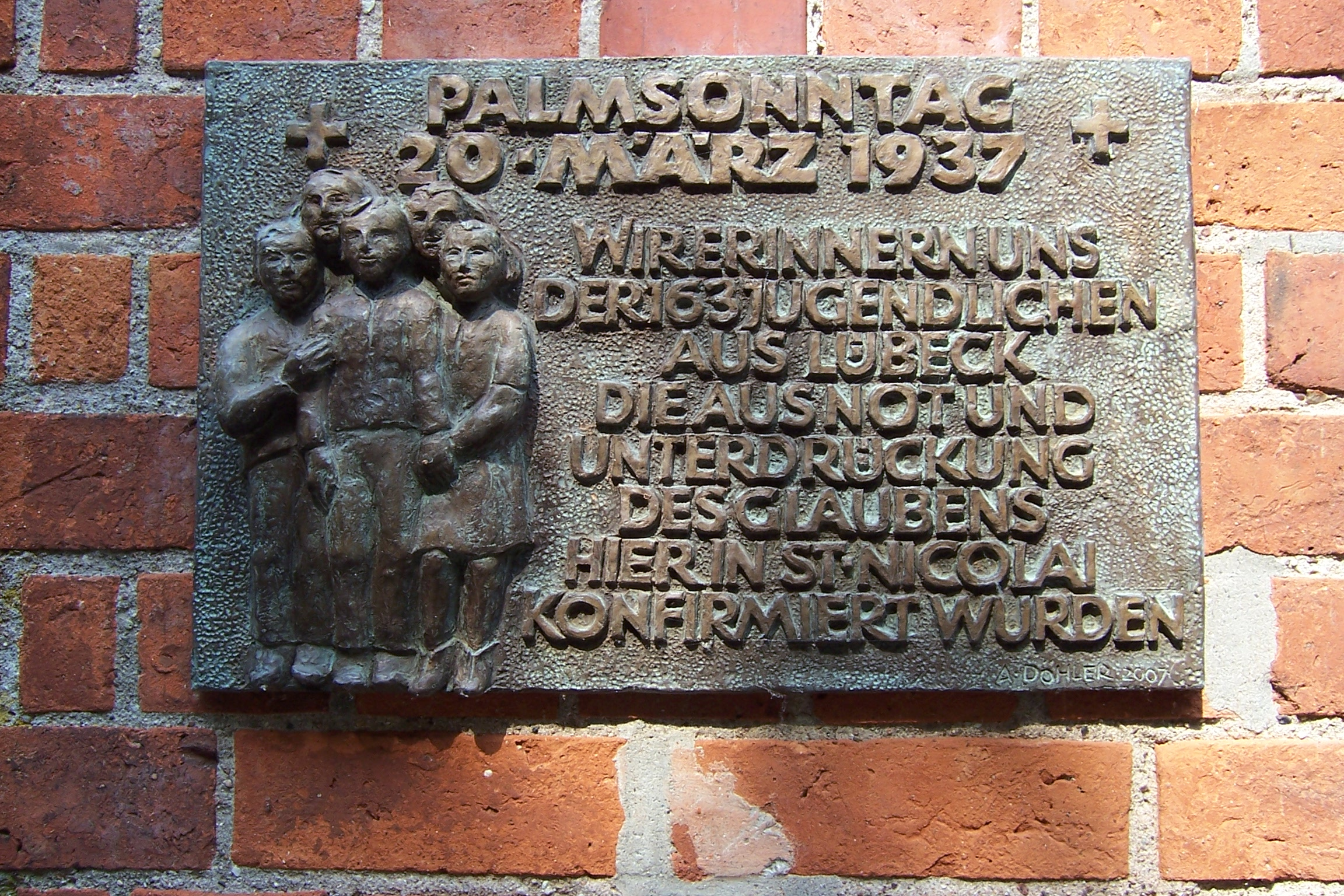
Gedenktafel für die Notkonfirmation 1937 in Mölln

Eine Folge des Berufsverbots gegen Kühl und andere Pastoren der Bekennenden Kirche war auch die Möllner Notkonfirmation. Die Konfirmanden dieser Pastoren wurden am Sonnabend vor Palmarum 1937 in der Notkonfirmation in St. Nicolai in Mölln, also außerhalb des Einflussbereichs der Lübeckischen Landeskirche im Schleswig-Holsteinischen Kreis Herzogtum Lauenburg, vom Flensburger Pfarrer Ernst Mohr konfirmiert. Für die zu diesem Gottesdienst aus Lübeck anreisenden etwa 1000 Personen wurden Sonderzüge der Lübeck-Büchener Eisenbahn eingesetzt, und Kühl verlas im Gottesdienst, an dem er wegen des andauernden Hausarrests der anderen als Einziger der Pastoren teilnehmen konnte, ein Grusswort des hannoverschen Landesbischofs August Marahrens, dessen geistlicher Leitung sich die Lübecker BK-Pastoren unterstellt hatten. Im April 1937 gelang in Lübeck eine Deeskalation dieses zugespitzten Konflikts. Böhmcker schied am 31. Oktober 1937 aus der Lübecker Kirchenleitung aus.
1940 wurde Kühl als Reserveoffizier zum Kriegsdienst eingezogen. Der Hauptmann d. Res. starb 1944 bei seinem Regiment in Verden an der Aller von eigener Hand. Er hinterließ neben seiner Ehefrau einen Sohn und vier Töchter.

## Nachlass
Der schriftliche Nachlass Axel Werner Kühls (382 Archivguteinheiten, vor allem Korrespondenz mit Freunden und Familienmitgliedern, Tagebücher und Erinnerungen, Predigtmanuskripte sowie Manuskripte und Typoskripte zu Vorträgen und Veröffentlichungen.) wurde 2013 und 2017 von einem seiner Enkel als Depositum an das Landeskirchliche Archiv Kiel übergeben; der Bestand wurde 2017 erschlossen.

## Veröffentlichungen
- Wolfram von Eschenbach und Martin Luther – Ahnung und Erfüllung in der Geschichte deutscher Seele in: Der Wagen 1931, S. 7–12.
- Bergkirche. 7 Predigten vor einer evangelischen Kurgemeinde in der Schweiz. Lübeck 1932.
- Von Sonnenwende zur Weihenacht. In: Jahresbriefe des Berneuchener Kreises 1935, S. 16
- Die Jugendgestalt des deutschen Christentums. In: Jahresbriefe des Berneuchener Kreises 1935, S. 115
- Das Bild des Menschen. In: Gottesjahr 1936, S. 41–44